# Liste der Biografien/Hej
Liste der Biografien |
Portal Biografien |
Personensuche
# |
A |
B |
C |
D |
E |
F |
G |
H |
I |
J |
K |
L |
M |
N |
O |
P |
Q |
R |
S |
T |
U |
V |
W |
X |
Y |
Z |
?
 
Ha |
Hd |
He |
Hi |
Hj |
Hk |
Hl |
Hm |
Hn |
Ho |
Hr |
Hs |
Ht |
Hu |
Hv |
Hw |
Hy
 
Hea |
Heb |
Hec |
Hed |
Hee |
Hef |
Heg |
Heh |
Hei |
Hej |
Hek |
Hel |
Hem |
Hen |
Heo |
Hep |
Heq |
Her |
Hes |
Het |
Heu |
Hev |
Hew |
Hex |
Hey |
Hez
Die Liste der Biografien führt alle Personen auf, die in der deutschsprachigen Wikipedia einen Artikel haben. Dieses ist eine Teilliste mit 34 Einträgen von Personen, deren Namen mit den Buchstaben „Hej“ beginnt.

## Hej

### Heja
- Heja (* 1991), türkischer Rapper kurdischer Abstammung
- Héja, Domonkos (* 1974), ungarischer Musiker und Dirigent
- Hejar (1921–1991), kurdischer Schriftsteller, Dichter, Linguist und Übersetzer
- Hejazi, Arash (* 1971), iranischer Schriftsteller, Arzt und Übersetzer
- Hejazi, Nasser (1949–2011), iranischer Fußballspieler und -trainer
- Hejazifar, Hadi (* 1976), iranischer Schauspieler, Regisseur und Drehbuchautor
- Hejazipour, Mitra (* 1993), französisch-iranische Schachspielerin

### Hejb
- Hejbal, Dušan (* 1951), tschechischer Bischof der Altkatholischen Kirche

### Hejd
- Hejda, Jan (* 1978), tschechischer Eishockeyspieler
- Hejda, Wilhelm (1868–1942), österreichischer Bildhauer und Medailleur
- Hejda, Zbyněk (1930–2013), tschechischer Historiker, Verlagsredakteur, Übersetzer und Dichter
- Hejdová, Zuzana (* 1977), tschechische Tennisspielerin
- Hejduk, Frankie (* 1974), amerikanischer Fußballspieler
- Hejduk, John (1929–2000), US-amerikanischer Architekt
- Hejduk, Milan (* 1976), tschechischer Eishockeyspieler
- Hejdušek, Oldřich (* 1957), tschechoslowakischer Ruderer

### Heje
- Heje, Arnfinn (1877–1958), norwegischer Segler

### Hejh
- Hejhal, Dennis (* 1948), US-amerikanischer Mathematiker

### Hejj
- Hejj, Andreas (* 1956), deutscher Psychologe

### Hejk
- Hejkalová, Markéta (* 1960), tschechische Verlegerin

### Hejl
- Hejlik, Dennis J., US-amerikanischer Generalleutnant des US Marine Corps
- Hejlsberg, Anders (* 1960), dänischer Software-ArchitektAnders Hejlsberg (* 1960)

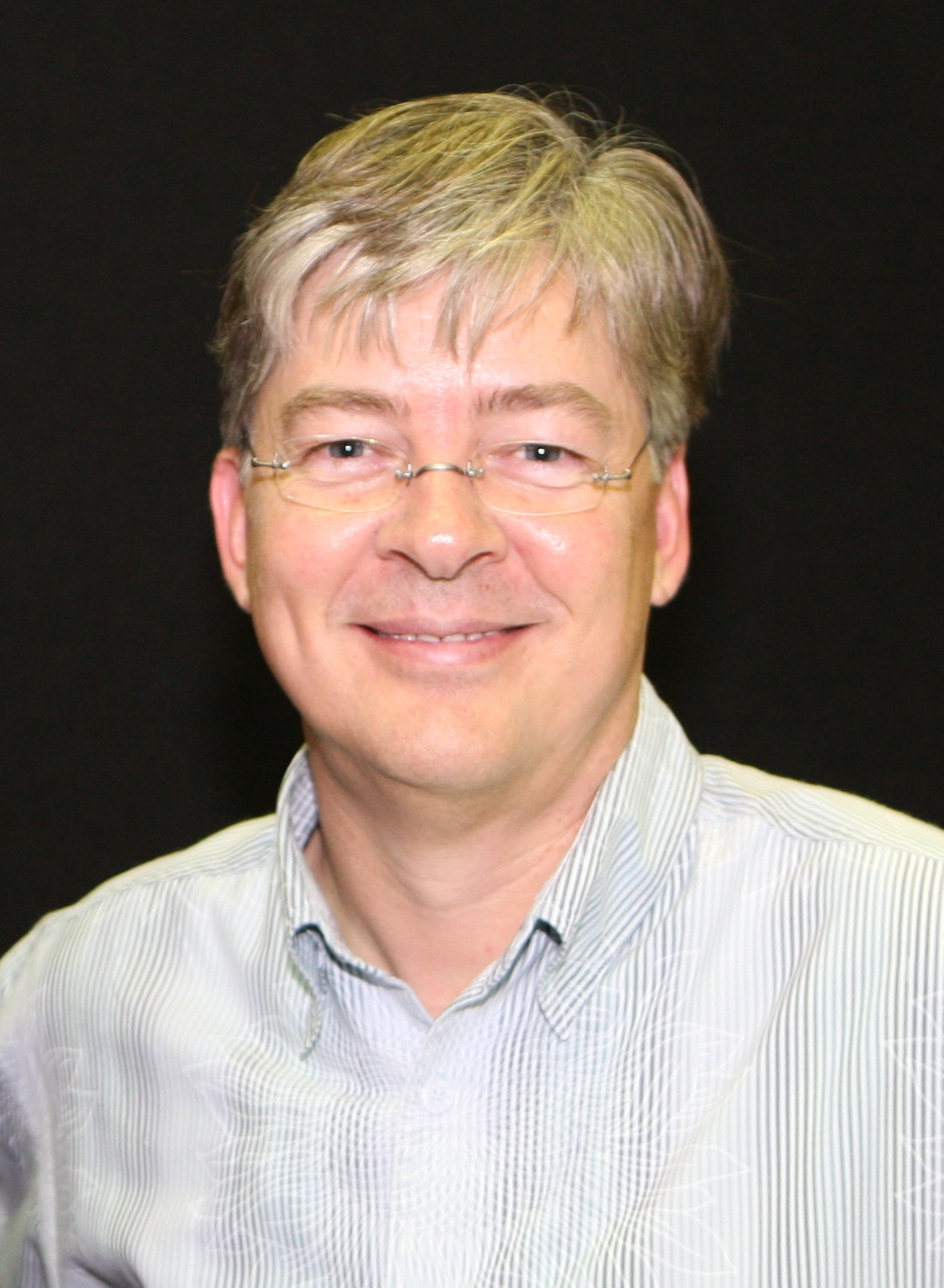
Anders Hejlsberg (* 1960)

- Hejlskov Elvén, Bo (* 1965), dänisch-schwedischer Psychologe

### Hejm
- Hejma, Karel (1905–1980), tschechischer Fußballspieler
- Hejma, Marta (* 1947), deutsche Tischtennisspielerin
- Hejma, Ondřej (* 1951), tschechischer Musiker und Komponist
- Hejma, Petr junior (* 1970), deutscher Eishockeyspieler
- Hejma, Petr senior (* 1944), deutsch-tschechoslowakischer Eishockeyspieler und -trainer
- Hejmej, Rafał (* 1980), polnischer Ruderer

### Hejn
- Hejnová, Zuzana (* 1986), tschechische Leichtathletin
- Hejny, Maximilian (* 2001), deutscher Handballspieler
- Hejný, Milan (* 1936), tschechoslowakischer Mathematiker und Mathematikpädagoge

### Hejs
- Hejschtar, Leanid (* 1936), sowjetischer Kanute

### Hejt
- Hejtmanek, Amelie Justine (* 2007), tschechische Tennisspielerin